# Language Problems and Language Planning
Language Problems and Language Planning (Problemi linguistici e pianificazione linguistica) è una rivista accademica specializzata in linguistica; della quale tratta soprattutto gli aspetti politici, economici e sociali. Dedica inoltre molta attenzione all'interlinguistica e all'esperantologia.
La maggior parte degli articoli viene pubblicata in inglese. Ma sono accettati contributi in qualsiasi lingua; in questi casi gli articoli vengono seguiti da riassunti in inglese e in esperanto. 

## Storia
Un'analoga testata precedente, La monda lingvo-problemo (Il problema linguistico mondiale, in esperanto), venne pubblicata dal 1969 al 1976 dall'editore "Mouton" dell'Aia; sotto la direzione prima di Victor Sadler (1969-1972), poi di Richard E. Wood (1973-1976).
Dal 1977 la rivista viene pubblicata con l'attuale testata dall'editore "John Benjamins Publishing House" (Casa editrice John Benjamins) di Amsterdam, in collaborazione con il "Center for Research and Documentation on World Language Problems" (Centro di ricerca e documentazione sui problemi linguistici mondiali) di Rotterdam. 
Il direttore attuale è Timothy G. Reagan (University of Maine, Orono). I vicedirettori sono Probal Dasgupta (Indian Statistical Institute, Calcutta) e l'attuale presidente dell'UEA Mark Fettes (Simon Fraser University). La sezione sulle recensioni dei libri è  diretta da Frank Nuessel (Università di Louisville) per i testi pubblicati negli USA, e da Federico Gobbo (DICOM, Università degli Studi dell'Insubria) per il resto del mondo. La sezione interlinguistica è diretta da Sabine Fiedler (Università di Lipsia). Il direttore onorario è Humphrey Tonkin.

## Suddivisione ed indicizzazione

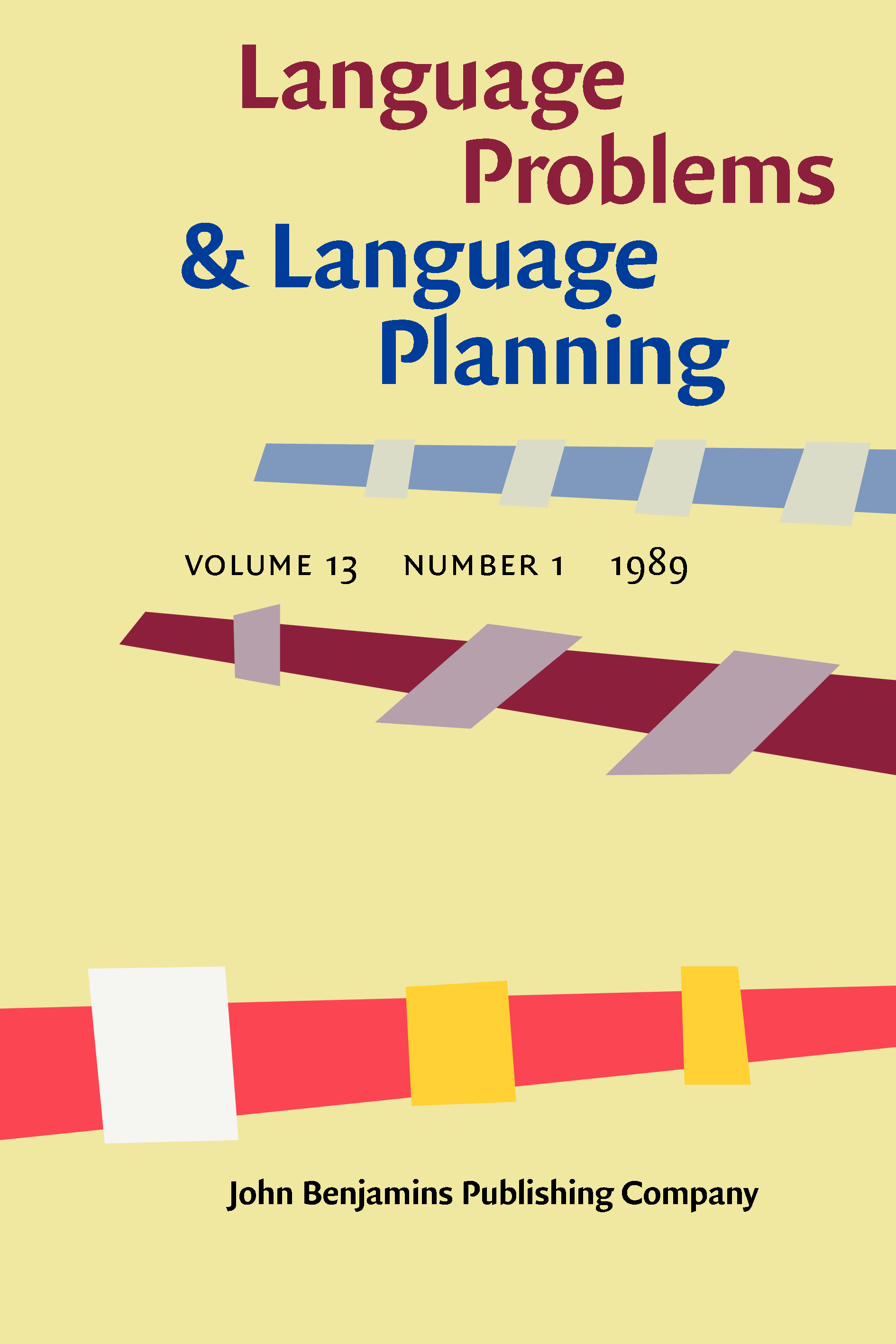
Esempio di copertina della rivista

La rivista viene suddivisa ed indicizzata con le seguenti categorie:
- Indice di citazione delle arti e degli studi umanistici
- Indice di citazione delle scienze sociali
- Centro d'informazione dei materiali per l'istruzione
- Bibliografia internazionale delle scienze sociali
- Bibliografia linguistica
- Bibliografia MLA (Associazione americana per le lingue moderne)
- Estratti sociologici
- Indice europeo di consultazione delle scienze umanistiche